# Finnországi svédek

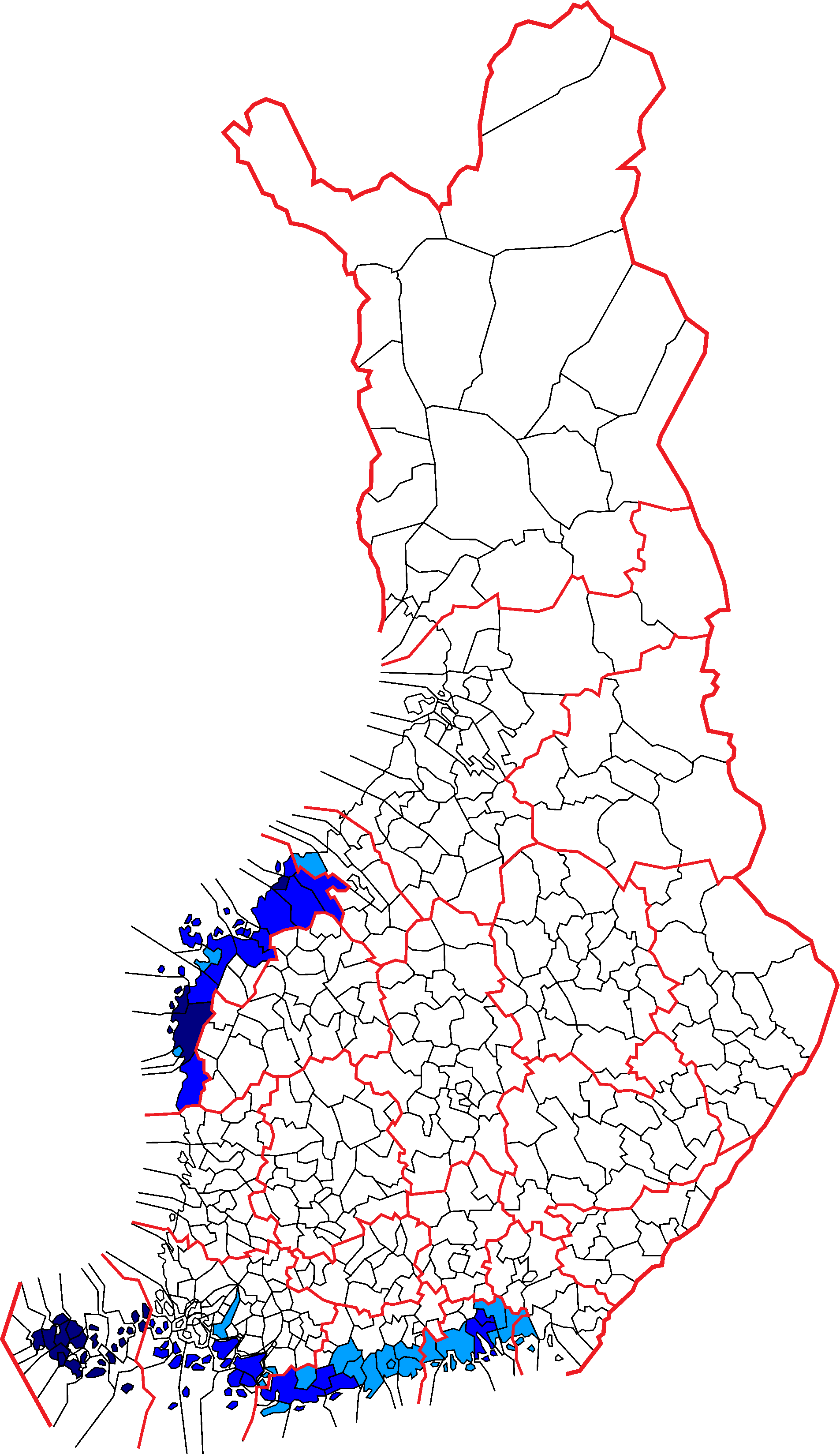
Egynyelvű finn települések (valamint a számi nyelvű lakosság Lappföldön)
Finn többségű kétnyelvű települések
Svéd többségű kétnyelvű települések
Egynyelvű svéd települések
A finnországi svédek elhelyezkedése lakóhely szerint

Finnországi svédnek (finnül suomenruotsalaiset, svédül finlandssvenskar) olyan finn állampolgárokat hívnak, akik a svéd kisebbséghez tartoznak, és svédül beszélnek. 2007 végén Finnország lakosságából 289 596 fő (5,46%) a svéd kisebbséghez tartozott. A finnországi svédek közé a Finnországban született és nevelkedett svédek tartoznak, a Finnországba bevándorló svédek nem, bár ők is svéd nyelvűek. 2007-ben a Finnországban regisztrált svéd nyelvű lakosság száma hivatalosan 289 339 fő volt. A közigazgatási rendszer nyelvi szempontból is a következő csoportokat különbözteti meg: kétnyelvű egy település, ha a másik nyelvet 8%-a beszéli a lakosságnak, vagy ez a szám eléri a 8000 fő, ha nem érik el ezt a számot, akkor a település egynyelvű. Ha egy megyének csak kétnyelvű települései vannak, akkor a megye is kétnyelvűnek számít. A finnt beszélik szinte az egész országban, a svéd nyelvet csak egy szűkebb területen. A legtöbb svéd anyanyelvű tartományokban él a part mentén. 
A finnországi svédek által beszélt nyelvet finnországi svédnek (finnül suomenruotsi) nevezik. A svéd nyelvű kisebbség a mai Finnország területére az 1100-1200-as évektől kezdődően telepedett le. Ahhoz, hogy megértsük a helyzetüket, a múlt századba kell visszanyúlnunk. A svéd fennhatóság után 1809-től Oroszországhoz tartozó Finn Nagyhercegségben a mai független állam körvonalai kezdenek kirajzolódni. Az 1810-es évekről számított finn nemzeti ébredés során fellépő finn nemzeti érzelmű gondolkodók és politikusok megjelenése a végrehajtó hatalommal rendelkező svéd nyelvű nemességet és polgárságot pozícióik meggyengítésével és elvesztésével fenyegette. Ettől kezdve a finn és svéd csoportok viszonyát az uralkodó politikai helyzet határozta meg.Az 1870-80-as években a finn nyelvű elit ki akarna terjeszteni befolyását az államgépezetre, míg a svéd nyelvűek meg akarnák őrizni pozíciójukat, bár a status quo felülvizsgálatára készek voltak. Az 1890-es években az addig főleg nyelvi színben jelentkező vita nyíltan politikaivá vált.

## Nyelvi kérdés
A Finn Alkotmány kimondja, hogy az ország nemzeti nyelve a finn és a svéd, és minden állampolgárnak joga van anyanyelvének használatához az élet minden területén. Ugyanebben a szellemben hozták a nyelvi törvényt 1922-ben (kiegészítések: 1935 és 1962, 1975). A nyelvi kérdés másodszor egy, az 1870-80-as évekhez hasonló időszakban került a politikai színtér középpontjába, amikor az 1920-30-as években szintén egy újonnan a hatalomgyakorlás közelébe emelkedett társadalmi réteg, a paraszti hátterű és finn nyelvű politikusok kérnek részt a hatalomból. A tét ismét egy feltörekvő társadalmi csoport hatalomra kerülése. Az államhatalom finnesítése mellett nagy harc folyt pl. az akkoriban egyetlen társadalmi felemelkedést biztosító oktatási intézmény, a helsinki egyetem meghódításán. A nyelvi viták minden korszakban konszenzusos véget érnek; a nemzeti egység és az önállóság érdekében a finn és svéd nyelvű politikai erők kompromisszumra jutottak a nyelvi kérdésben, világosan kijelölték a két nyelvarányait és jelenlétét az államgépezetben, oktatásban stb.

## Oktatás
Finnországban az egész oktatás kétnyelvű, az óvodától kezdve az egyetemekig találkozhatunk svéd nyelvű intézménnyel. Számukra könnyebb ezekbe az intézményekbe bejutni, hiszen arányaikban több a férőhely számukra, mint azoknak, akik finn anyanyelvűek. Az egyetemi felvételiknél az ún. kontingens-elv érvényesül: a népességi arányaiknak megfelelően kisebb számban felvételiző svéd anyanyelvű diák elért pontszámától függetlenül az előre megállapított kontingensben bejut az egyetemre, még a finn nyelvű jelölt a szigorú pontszámhatárok szerint. Ezt azzal magyarázzák, hogy hiányzik a svéd nyelvű szakember. A társadalmi-politikai problémaként kezelt nyelvtanulási ügyet a finnek számára kötelező svéd nyelvtanítás jelenti. A "kötelező svéd" miatt politikai viták alakultak ki. Egyelőre győzött az a vélemény, hogy a svéd nyelvismeret ablak Európára és az indoeurópai nyelvekre, a szoros északi együttműködés és a skandináv kereskedelem és érintkezés eszköze a finn nyelvvel ellentétben.Az országos hatáskörű Oktatási Hatóságon belül 1920 óta a svéd nyelvű iskolákat felügyelő részleg működik. Az önkormányzat köteles svéd nyelvű (és a svéd többségű településeken finn nyelvű) általános iskolát működtetni, ha arra 13 (1984-ig 18) gyerek részéről igény mutatkozik.Felsőfokon három svéd nyelvű egyetem működik, nem beszélve a helsinki egyetem svéd nyelvű professzori katedráiról.

## Híres finnországi svédek
- Eva Wichman
- Michael Widenius

## Fordítás
- Ez a szócikk részben vagy egészben  a   Suomenruotsalaiset című finn Wikipédia-szócikk ezen változatának fordításán alapul.  Az eredeti cikk szerkesztőit annak laptörténete sorolja fel. Ez a jelzés csupán a megfogalmazás eredetét és a szerzői jogokat jelzi, nem szolgál a cikkben szereplő információk forrásmegjelöléseként.